# 北部信用組合
北部信用組合（ほくぶしんようくみあい）は、かつて東京都台東区に本店を置いていた信用組合である。2015年12月14日、港区に本店を置く大東京信用組合と対等合併した。

## 沿革
- 1952年11月 -　設立。
- 2015年12月14日 - 大東京信用組合と対等合併（存続信用組合は大東京信用組合[2]）。